# آجیل مخلوط
آجیل مخلوط (به انگلیسی: Mixed Nuts) فیلمی محصول سال ۱۹۹۴ و به کارگردانی نورا افرون است. در این فیلم بازیگرانی همچون استیو مارتین، مدلین کان، رابرت کلاین، آنتونی لاپالیا، جولیت لوئیس، راب راینر، آدام سندلر، ریتا ویلسون، لیو شرایبر، گری شندلینگ، پارکر پوزی، جولی فیشر، کریستین کواناوگه، برایان مارکینسون، استیون رایت، کارولین آرون، ویکتور گاربر، هالی جوئل آزمنت، مایکل بادالوکو و کرت لاکوود ایفای نقش کرده‌اند.